# Rådhuset, Nyköping

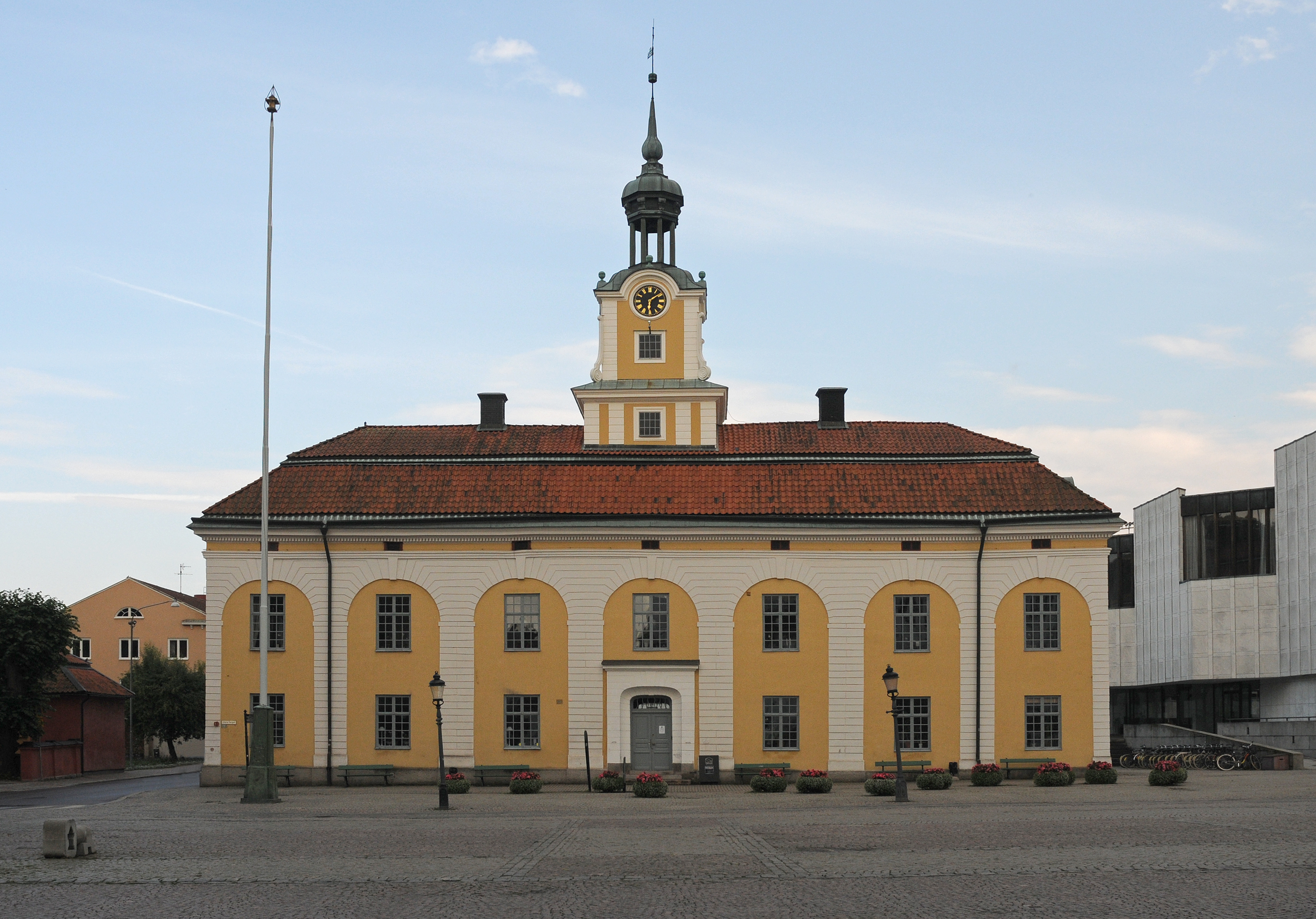
Rådhuset i Nyköping.

Rådhuset i Nyköping är en byggnad vid Stora Torget i Nyköping. Rådhuset byggdes 1723 och är en stenbyggnad i två våningar med säteritak klätt med tegel. Byggnaden innehåller bland annat lokaler för Nyköpings kommun. Den gamla sessionssalen används bland annat för borgerlig vigsel.
Rådhusrättens tidigare sessionssal ligger en trappa upp. Salen har dekormålade väggar utförda av konstnären Georg Holmberg kring sekelskiftet 1900. 
I mars 1936 skedde i byggnaden ett dubbelmord som förövades under sittande förhandling. Den psykiskt sjuke juristen och sakföraren Axel Ragnar Willén kom in i sessionssalen under pågående förhandling och sköt rörarbetaren Georg Andersson och stadsfogden Harald Cederbaum. Därefter tog han sitt eget liv. Kulhålen i väggen har bevarats.
Byggnaden blev byggnadsminnesförklarad 2012.

## Galleri

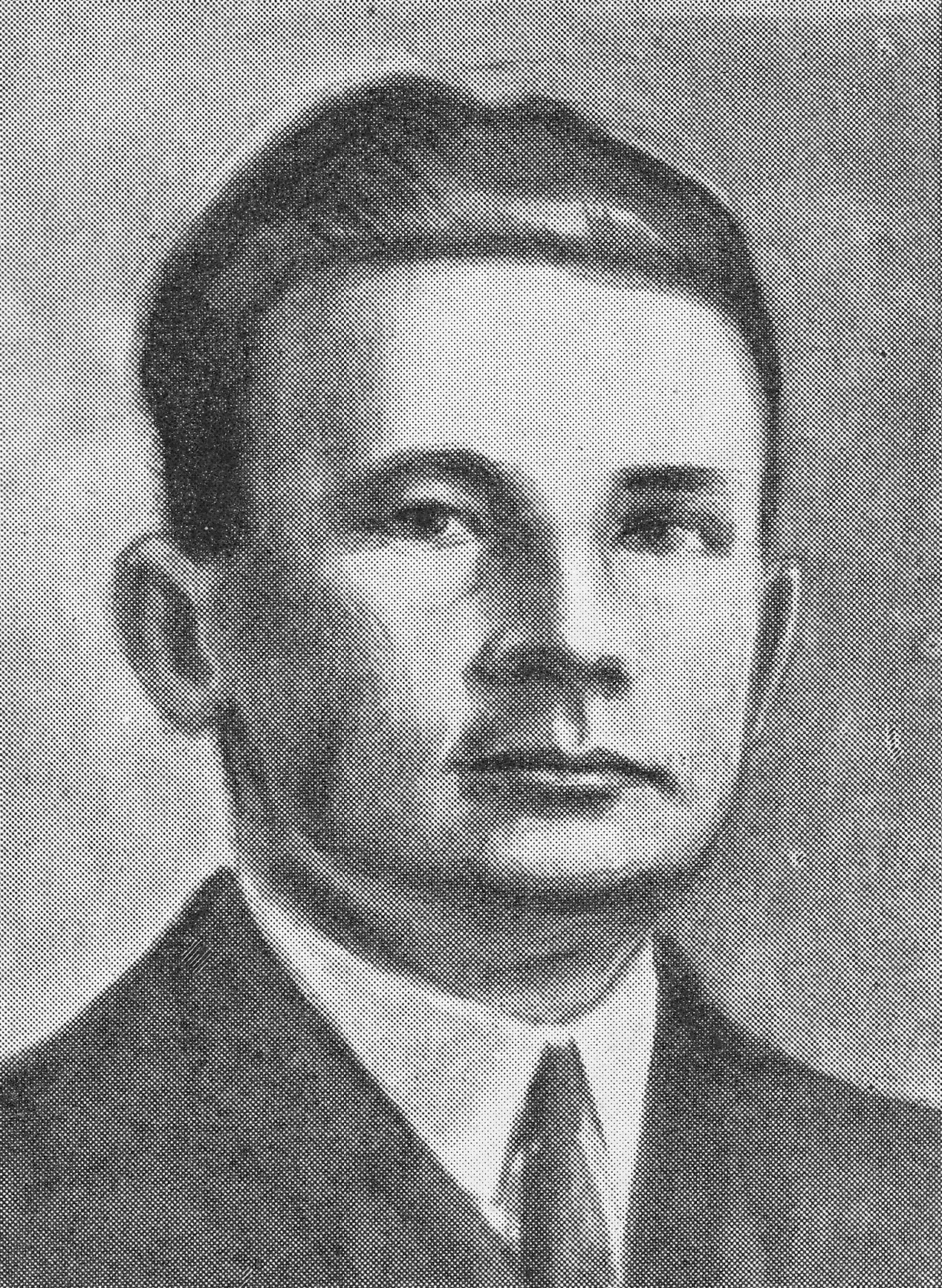
Axel Ragnar Willén.
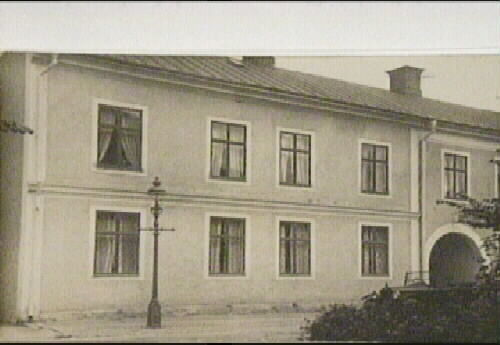
Willéns bostad.
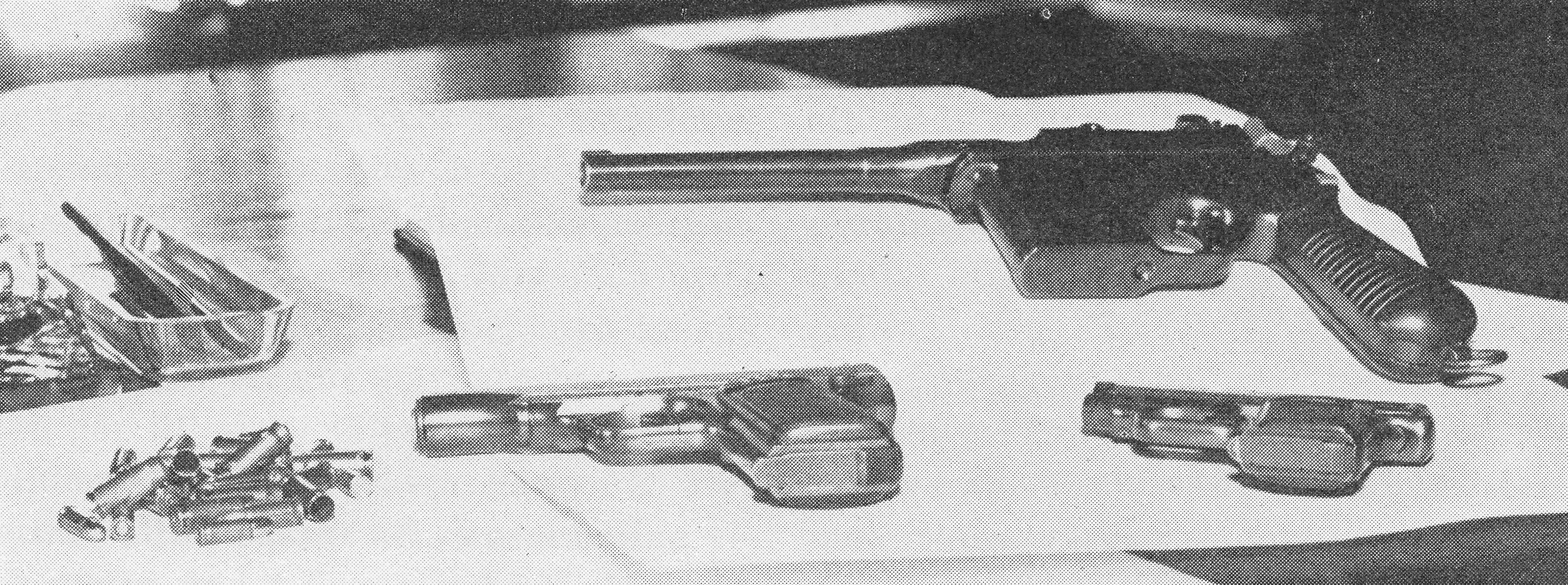
Willéns vapen.
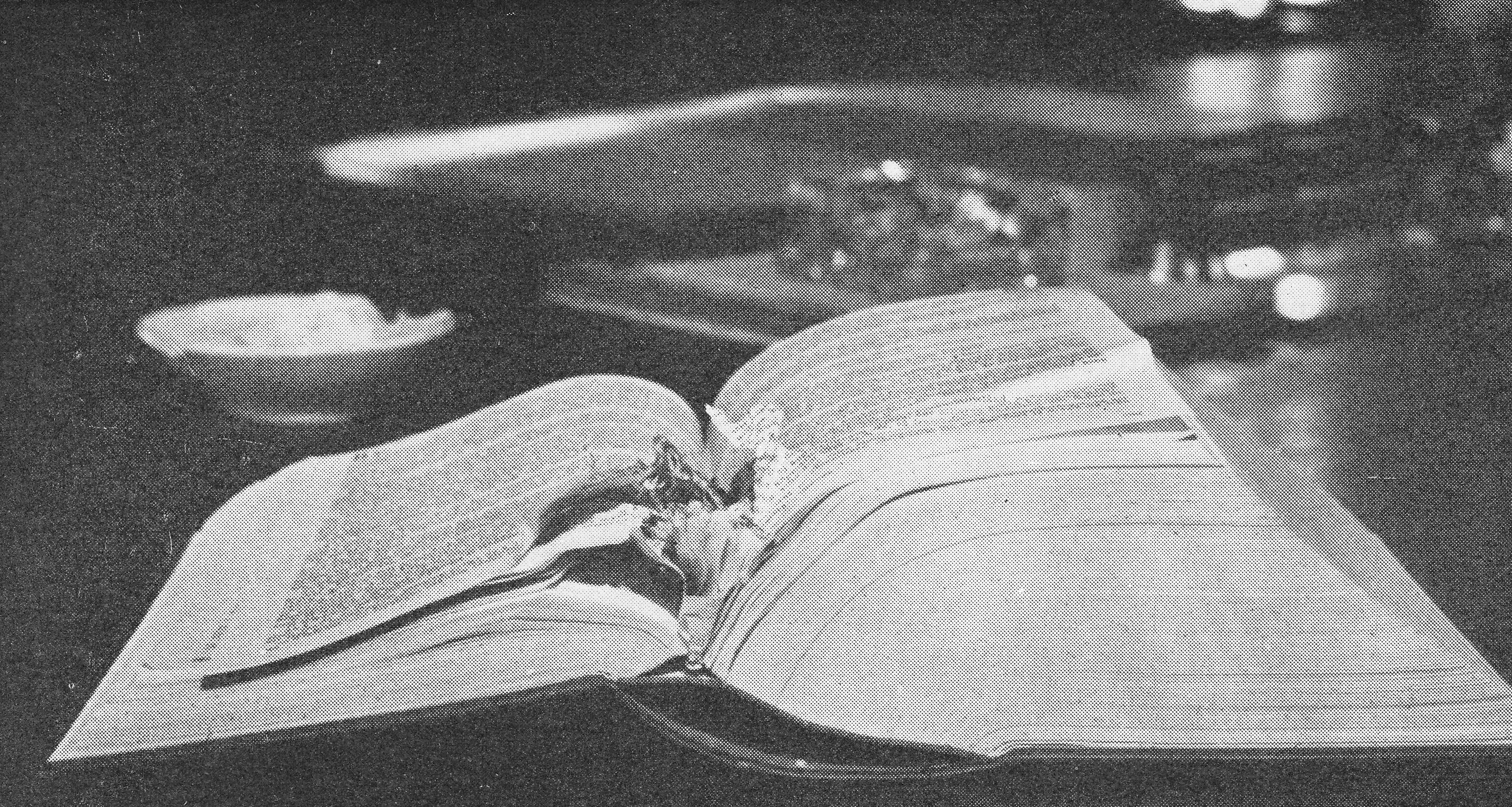
En lagbok som skadats av en kula.
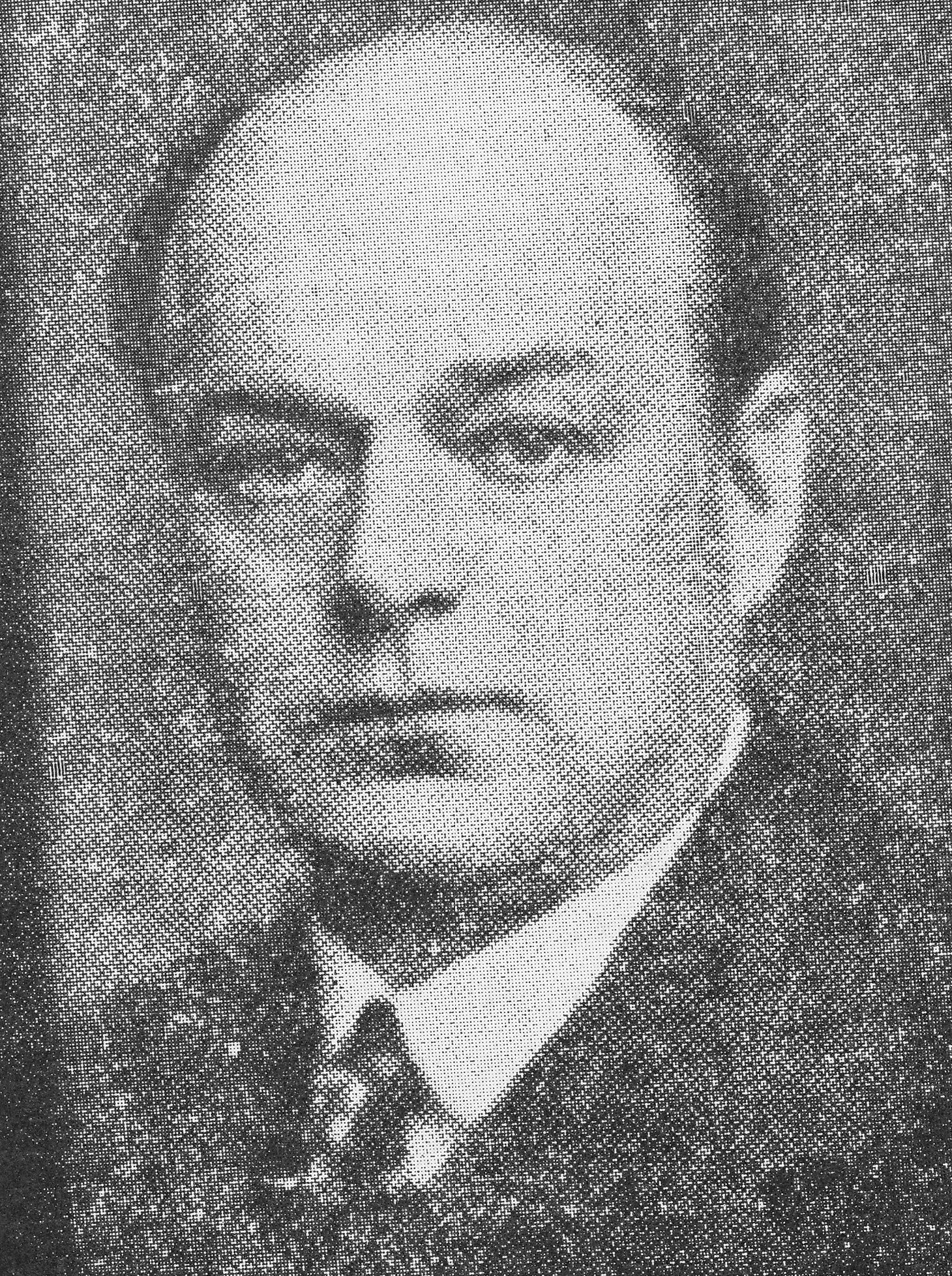
Harald Cederbaum.
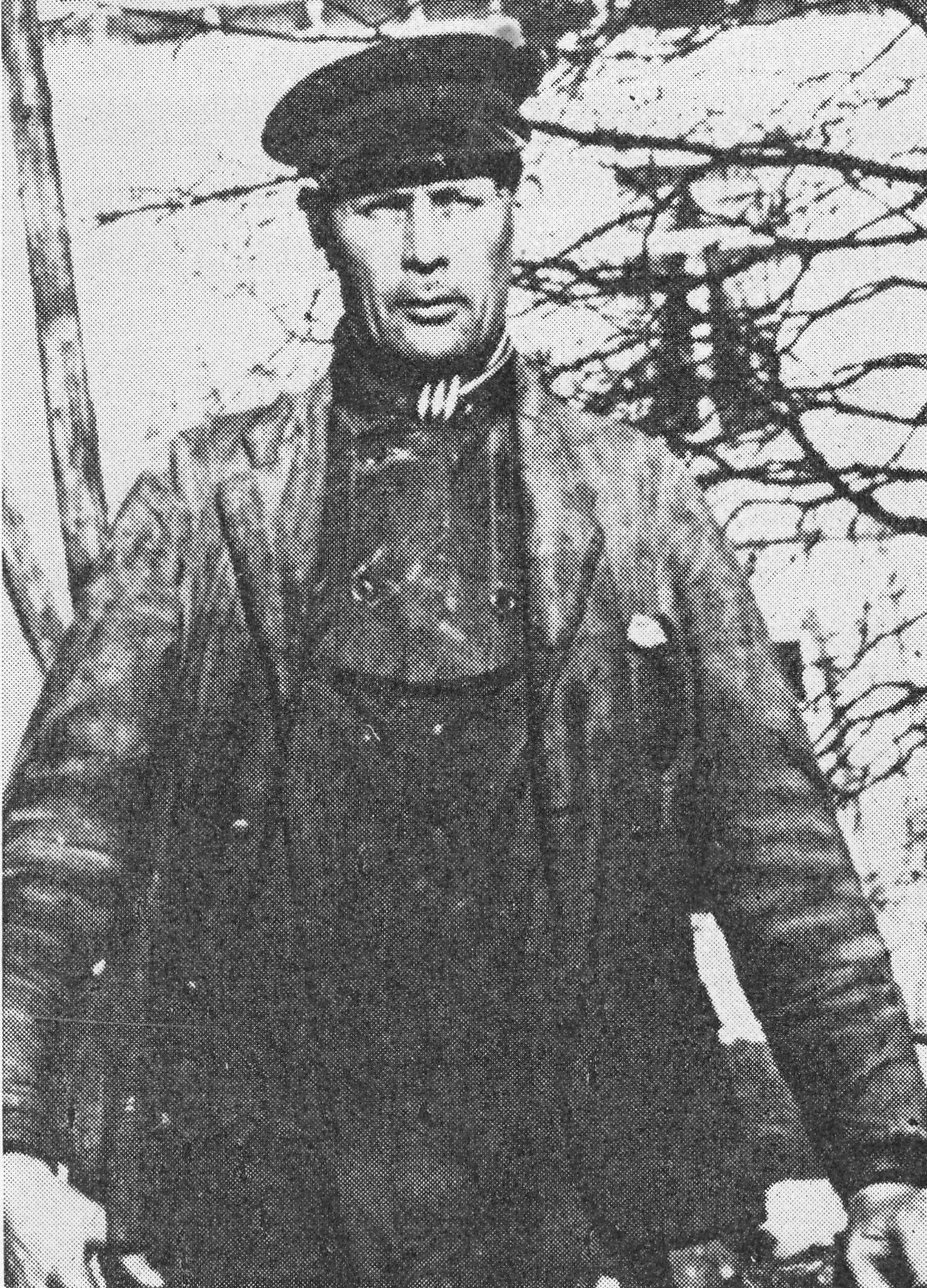
Georg Andersson.